# Manuel Font i Altaba
Manuel Font i Altaba (Barcelona, 4 de febrer de 1922 - 30 d'abril de 2005) fou químic català i alcalde en funcions de Barcelona entre gener i abril de 1979.
Va llicenciar-se en Química i després va fer el doctorat en Farmàcia i en Ciències Naturals a la Universitat de Barcelona. va treballar amb el catedràtic de farmàcia Lluís Miravitlles i Millet, qui el va introduir en la cristal·lografia. Era considerat un destacat expert en mineralogia i cristal·lografia, camps en què va publicar més de dos-cents articles de recerca i alguns llibres. Treballà amb Francesc Pardillo i Vaquer i l'ajudà a introduir la difracció de raigs X.
Fou professor d'investigació del Consell Superior d'Investigacions Científiques (CSIC) a Barcelona i catedràtic de Cristal·lografia, Mineralogia i Mineralotècnia de la Universitat de Barcelona. Professor emèrit des de l'any 1988, també va ser director del Departament de Cristal·lografia i Mineralogia i vicedegà de la Facultat de Ciències (1969-1973). Membre de la Reial Acadèmia de Ciències i Arts de Barcelona i d'altres societats científiques de prestigi.
Va ocupar diversos càrrecs polítics a l'Ajuntament de Barcelona, entre els quals destaca el d'alcalde en funcions l'any 1979.

## Obres
- Atlas de mineralogía (Barcelona, 1960)